# Gränstrupper
Gränstrupper är militära enheter som bevakar en gräns mellan två stater. Får inte förväxlas med polisiär eller annan civil gränsbevakning.